# John Bain
John Bain (Bothwell, 14 agosto 1854 – 7 agosto 1929) è stato un calciatore inglese, di ruolo attaccante.

## Carriera
Ha vestito la maglia della Nazionale inglese in una sola occasione nel 1887.